# 14492 Bistar
14492 Bistar eller 1994 VM6 är en asteroid i huvudbältet som upptäcktes den 4 november 1994 av de båda japanska astronomerna Kazuro Watanabe och Kin Endate vid Kitami-observatoriet. Den är uppkallad efter Bistar-observatoriet i den japanska staden Hitachiōmiya.
Asteroiden har en diameter på ungefär 11 kilometer.